# コロブス亜科
コロブス亜科（コロブスあか、Colobinae）は、哺乳綱霊長目オナガザル科に分類される霊長類の亜科である。

## 分布
赤道付近のアフリカ大陸、南アジアおよび東南アジアにかけて分布する。アフリカ大陸に分布する種もいるが、多くの種はアジアに分布する。
鮮新世や更新世などにおける分布は現代よりも広大であり、中東、西アジア、東南アジア島嶼部、日本列島を含む東アジアにも到達していたが、神奈川県から発見されている種類は形態的に判断すると大陸側のアジア産の現生種とは際立って近縁でない可能性が示唆されている。

## 形態
頬袋がない。下顎の門歯が、上顎の門歯よりも突出する種が多い。大臼歯の咬頭が発達する。唾液腺が発達し、胃がくびれ2つの室に分かれる。これにより1つの室では酸性に傾くことがなく、食物を発酵させるバクテリアと共生することができる。このバクテリアの働きにより植物の葉の主成分であるセルロースを分解したり、食物に含まれる毒物も中和することができる。胃がくびれて表面積が大きくなることで栄養価の低い食物を大量に貯蔵したり、胃を通過する時間を長引かせることで発酵させる時間もできるなどの利点もあると考えられている。2017年に発表されたRagunan動物園の飼育個体（ジャワルトン、シルバールトン、テングザル、モモジロリーフモンキー）へのPTCの投与実験による観察例やこれらの種の苦味受容体TAS2R38遺伝子の分子系統解析から、TAS2R38が機能を失い感度が低くなることで苦味を感じにくく葉食へ適応した可能性が示唆されている。
第1指（親指）が退化傾向にあり、ほぼ消失している種もいる。コロブス属の属名Colobusは、古代ギリシャ語で「ちぎれた」の意がある語に由来し、第1指が退化していることに由来する。

## 分類

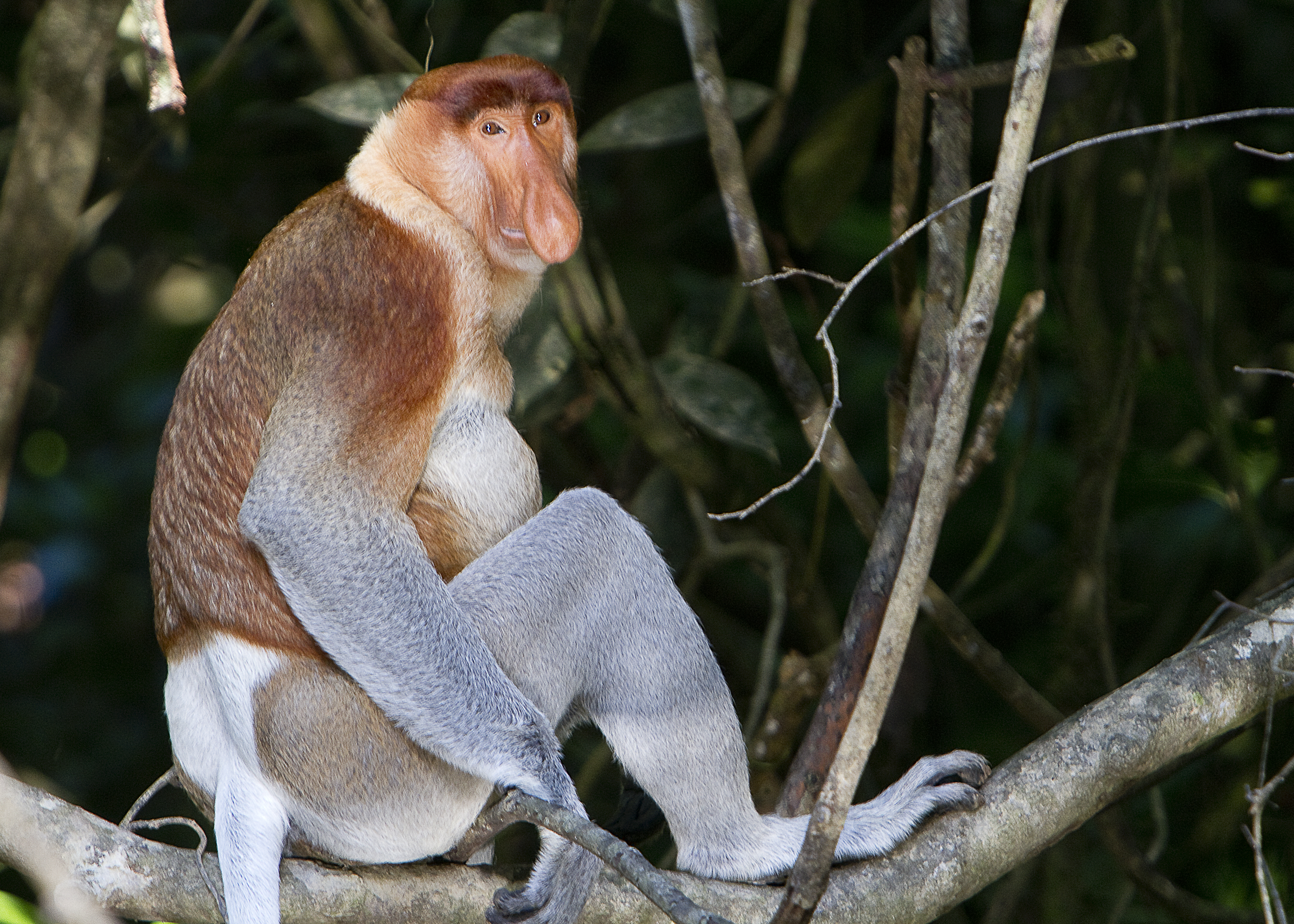
テングザル
N. larvatus

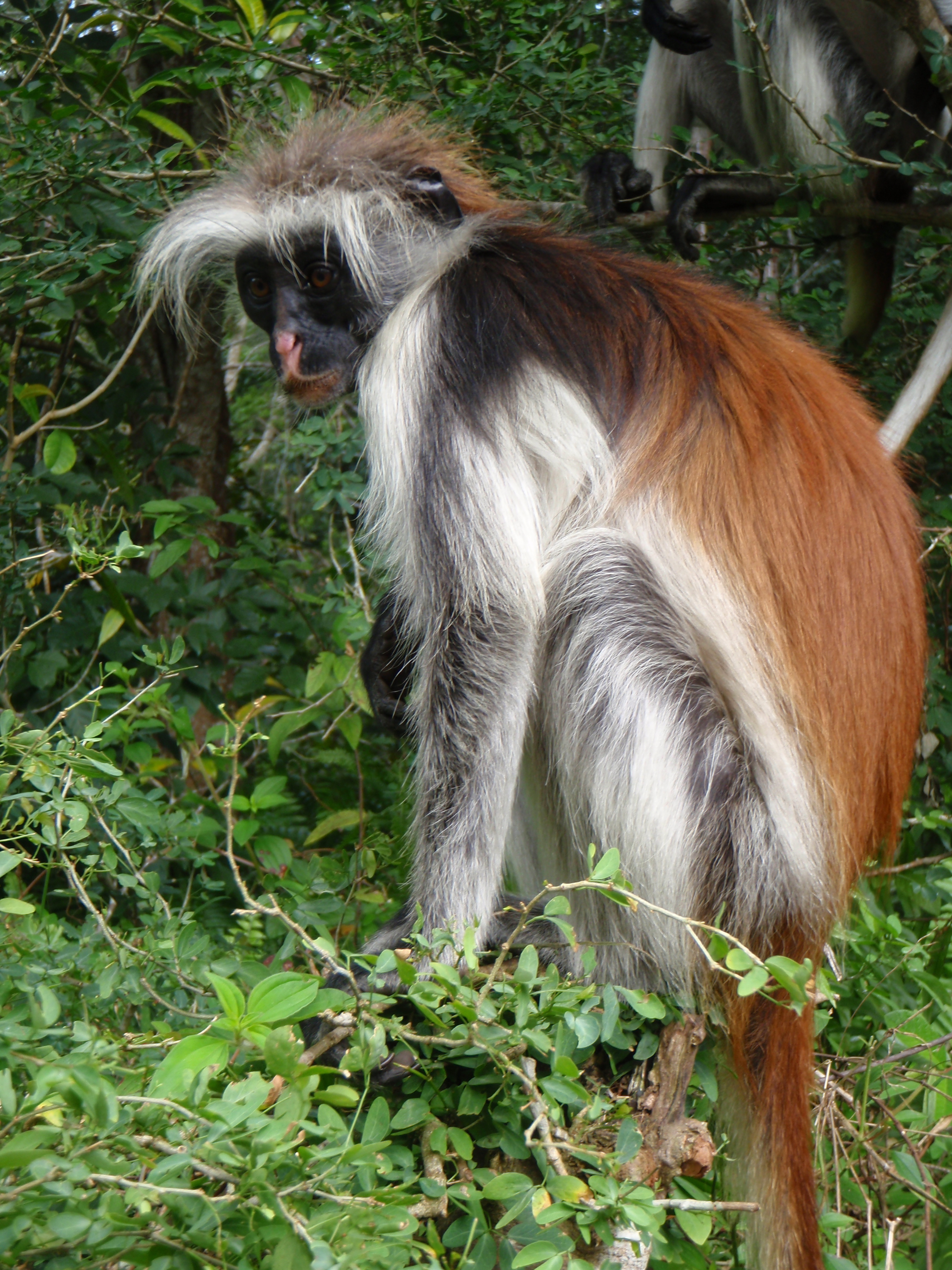
ザンジバルアカコロブス
Pi. kirkii

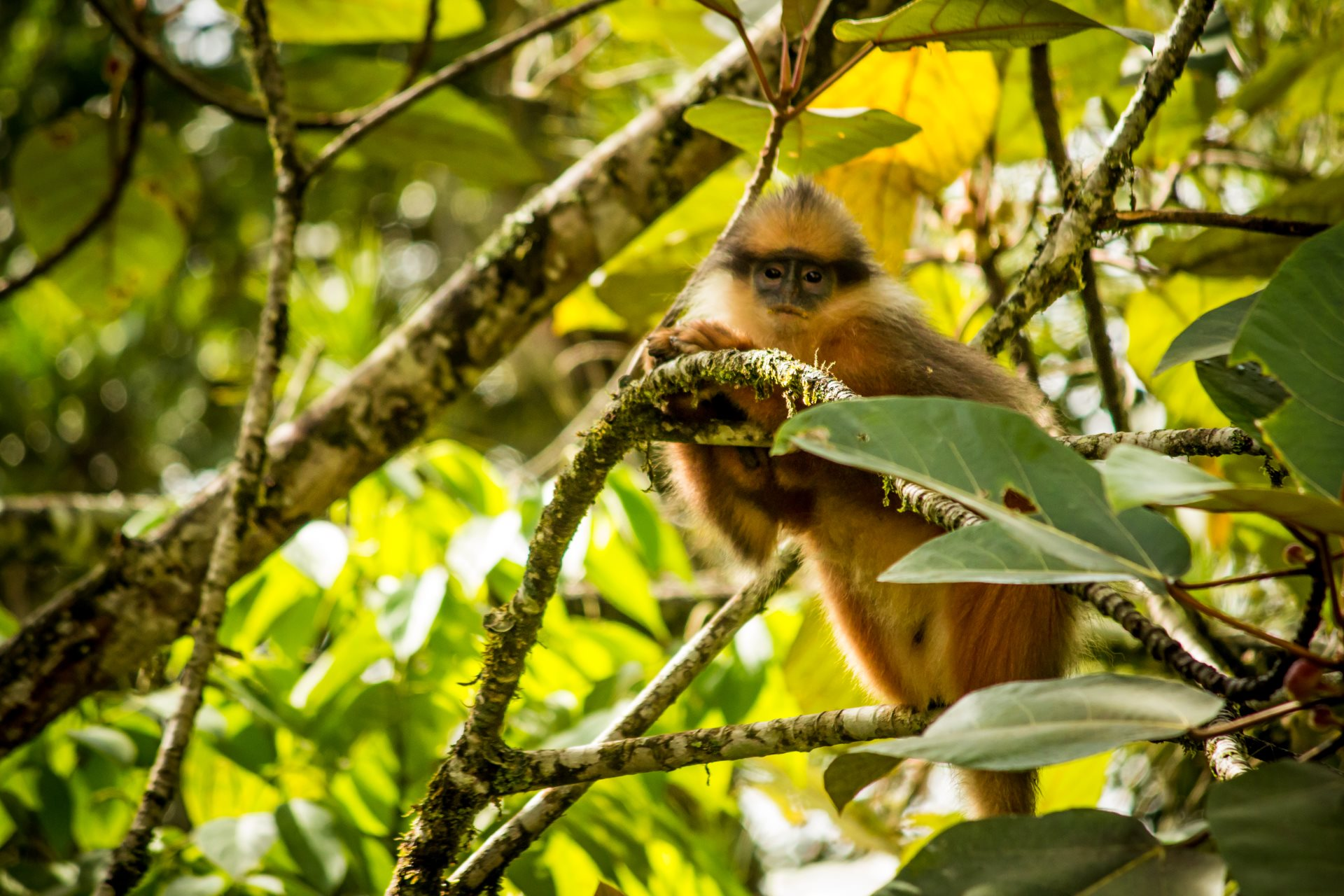
クロカンムリリーフモンキー
Pr. melalophos

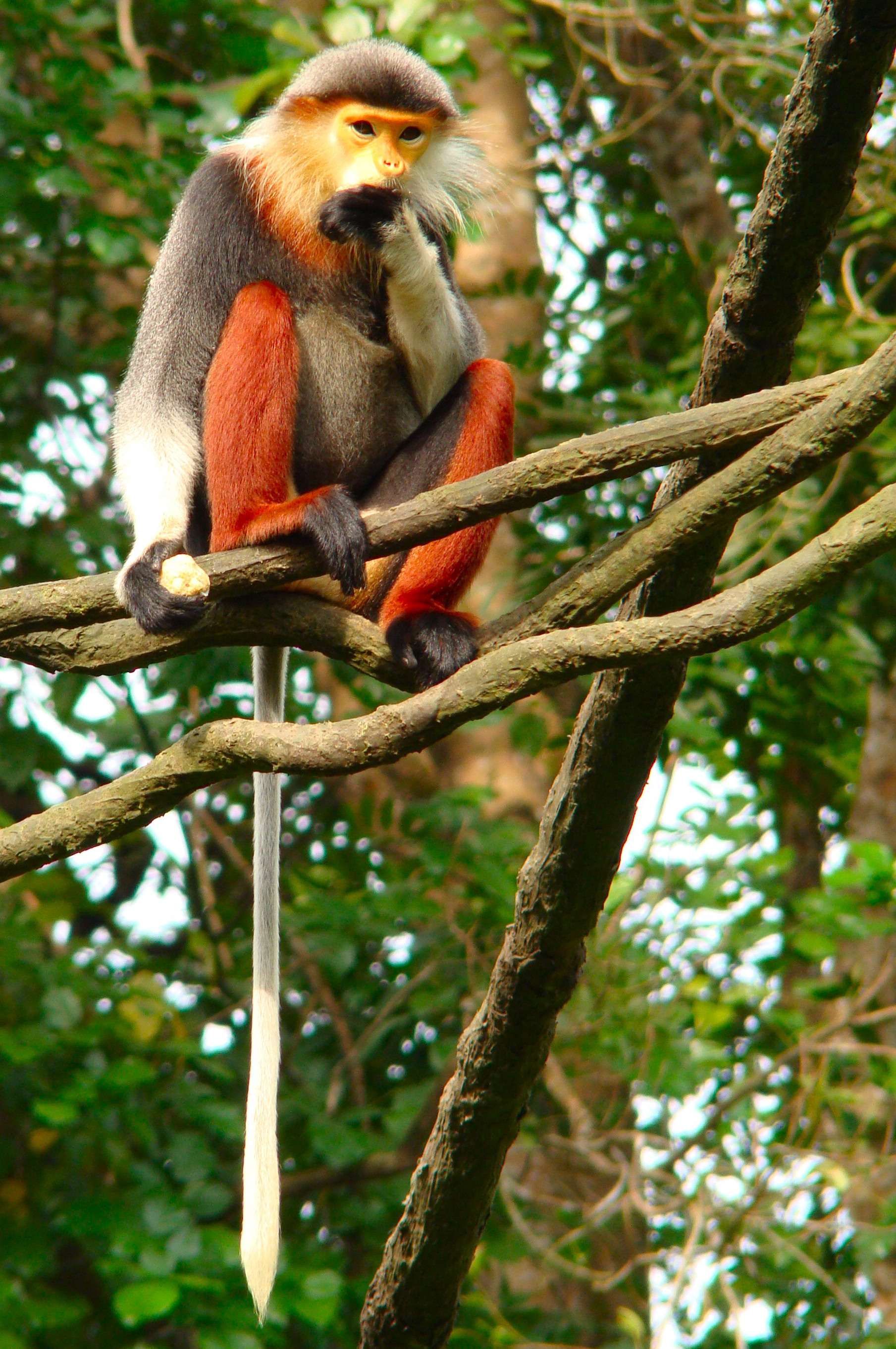
アカアシドゥクラングール
Py. nemaeus

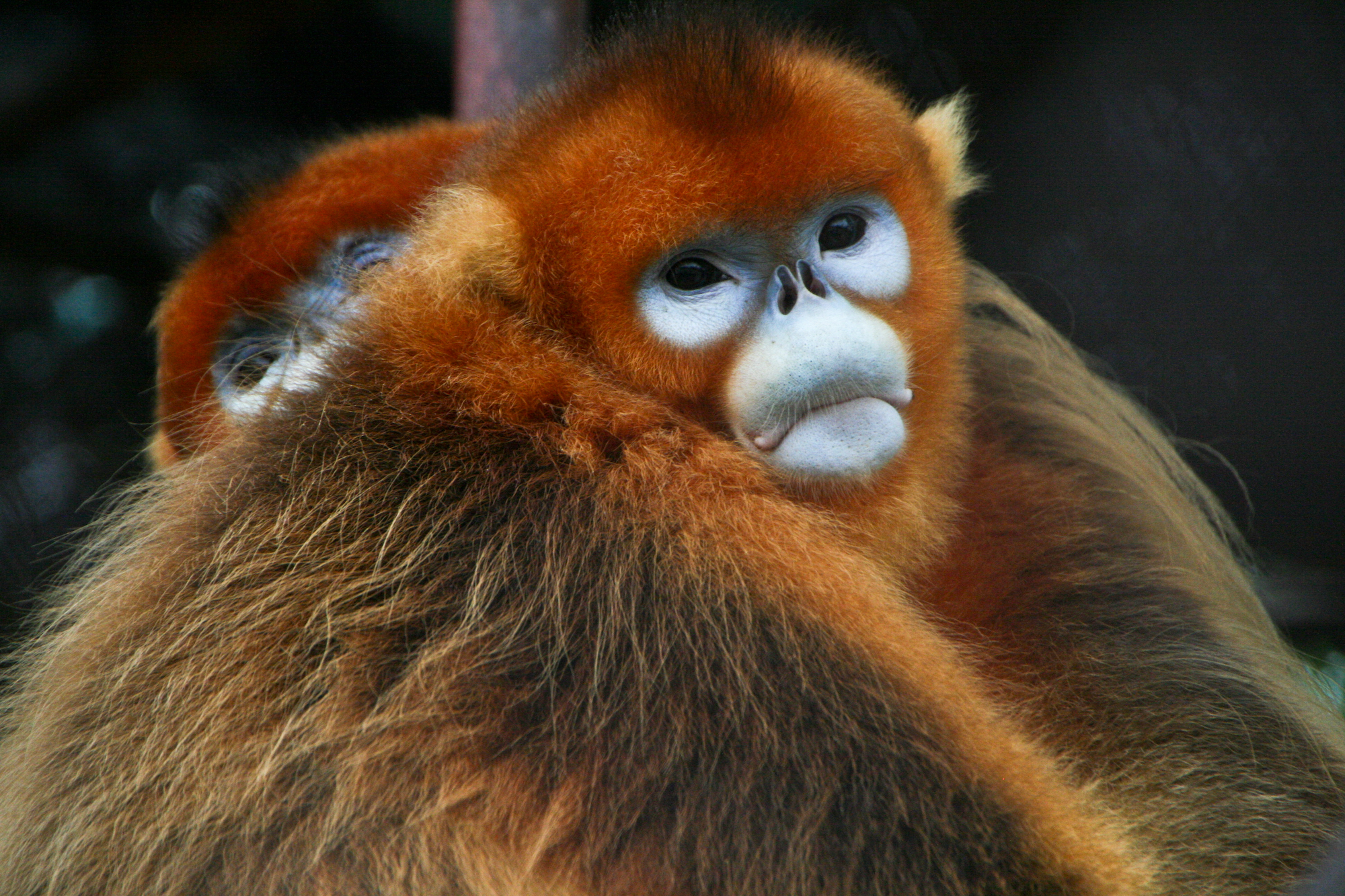
キンシコウ
R. roxellana

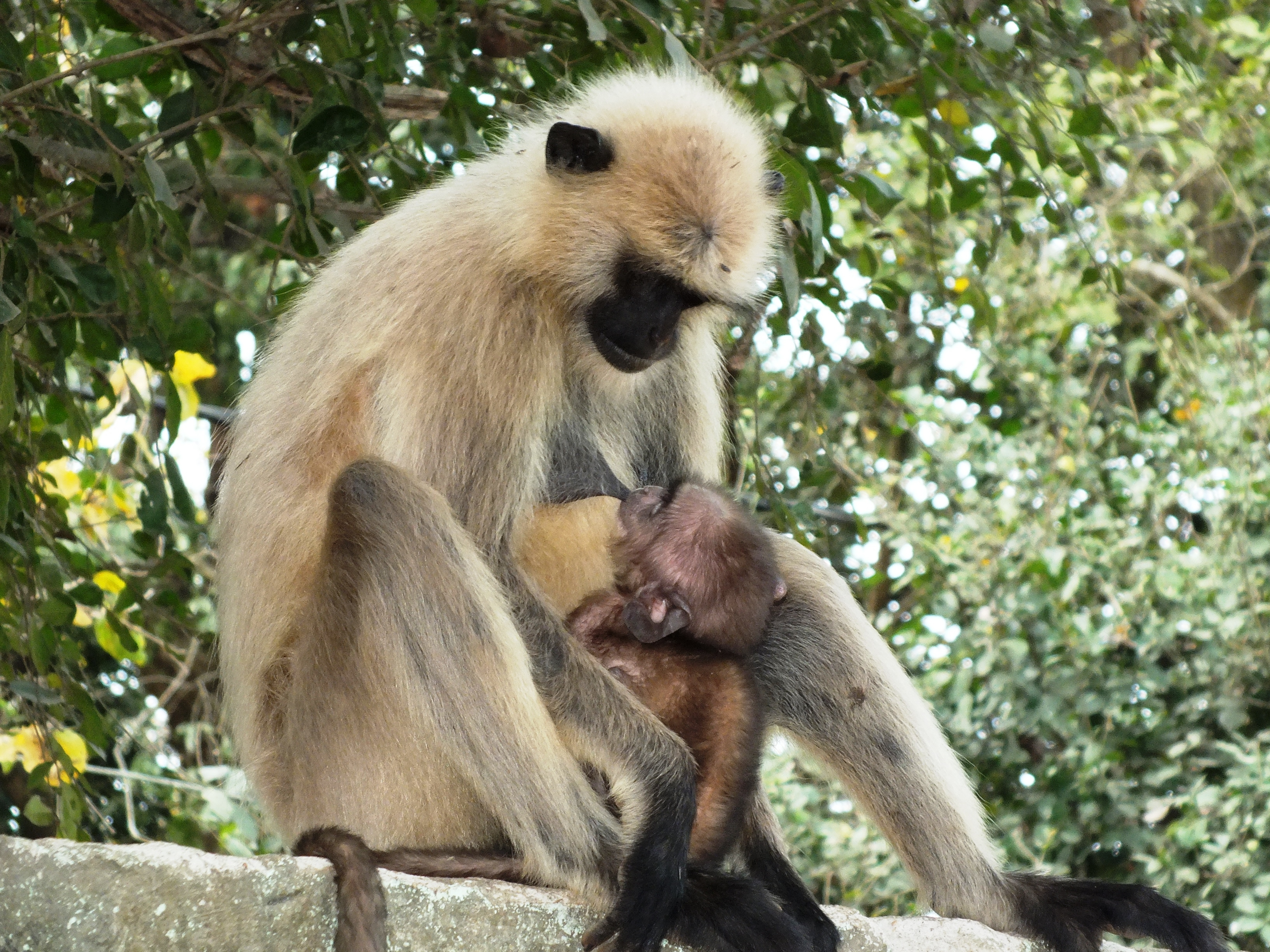
ハヌマンラングール
S. entellus

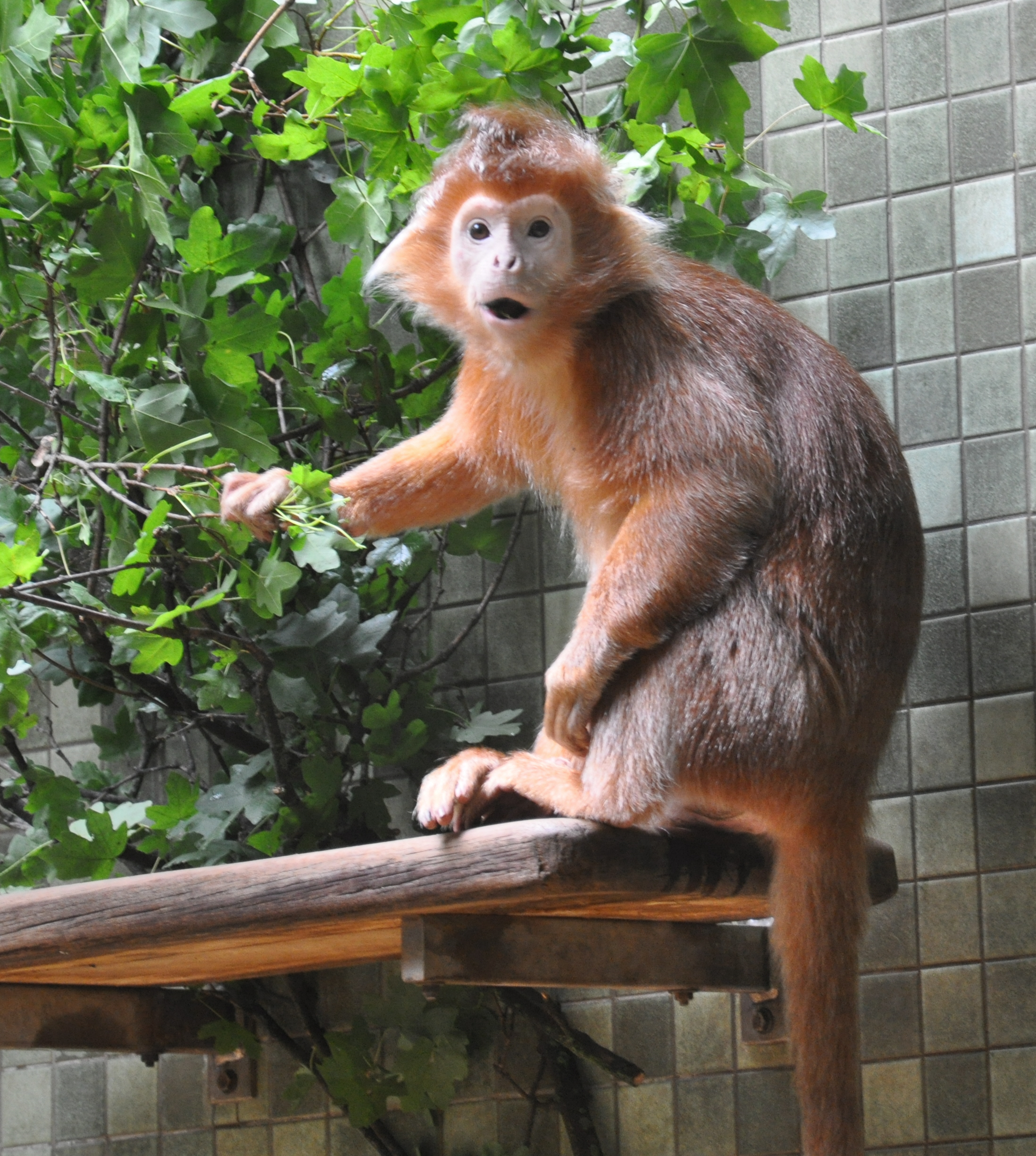
ジャワルトン
T. auratus

アフリカに分布する属をコロブス族Colobini、アジアに分布する属をリーフモンキー族Presbytiniに分ける説もある。アフリカの種とアジアの種は、およそ11,000,000 - 10,000,000年前に分岐したと考えられている。
最古の化石記録として、アフリカで発見されたマイクロコロブス・トゥゲネンシスMicrocolobus tugenensis（約10,000,000年前）がある。
アジアに分布する種のうち旧リーフモンキー属（ハヌマンラングール属・ラングール属・リーフモンキー属）に分類される種の呼称として、ラングール（langur 南アジアに分布する種を指すことが多い）、ルトン（lutung マレー語由来）などがある。リーフモンキーは旧リーフモンキー属広範を指すこともあるが、島嶼部に分布する種を指すことが多い。
以下の現生種の分類・和名・英名は、日本モンキーセンター霊長類和名編纂ワーキンググループ (2024) に従う。
- コロブス族 Colobini
  - コロブス属 Colobus
    - Colobus angolensis アンゴラコロブス Angola colobus
    - Colobus caudatus キリマンジャロコロブス Kilimanjaro guereza（アビシニアコロブスから分割[11]）
    - Colobus guereza アビシニアコロブス Abyssinian colobus
    - Colobus polykomos キングコロブス King colobus
    - Colobus satanas クロコロブス Black colobus
    - Colobus vellerosus モモジロコロブス White-thighed colobus

  - アカコロブス属 Piliocolobus
    - Piliocolobus badius ニシアカコロブス Western red colobus
    - Piliocolobus bouiveri ブービエアカコロブス Bouvier's red colobus
    - Piliocolobus epieni ニジェールアカコロブス Niger Delta red colobus
    - Piliocolobus foai フォアアカコロブス Foa's red colobus
    - Piliocolobus gordonorum ウズングワアカコロブス Uzungwa red colobus
    - Piliocolobus kirkii ザンジバルアカコロブス Zanzibar red colobus
    - Piliocolobus langi キサンガニアカコロブス Kisangani red colobus
    - Piliocolobus lulindicus カフジアカコロブス Kahuzi red colobus
    - Piliocolobus oustaleti チュウオウアカコロブス Oustalet's red colobus
    - Piliocolobus parmentieri ロマミアカコロブス Lomami red colobus
    - Piliocolobus pennantii ペナントアカコロブス Pennant's red colobus
    - Piliocolobus preussi プロイスアカコロブス Preuss's red colobus
    - Piliocolobus rufomitratus タナアカコロブス Tana River red colobus
    - Piliocolobus semlikiensis セムリキアカコロブス Semliki red colobus
    - Piliocolobus tephrosceles ハイアカコロブス Ashy red colobus
    - Piliocolobus tholloni チュアパアカコロブス Tshuapa red colobus
    - Piliocolobus waldronae ワルドロンアカコロブス Miss Waldron's red colobus

  - オリーブコロブス属 Procolobus
    - Procolobus verus オリーブコロブス Olive colobus
- リーフモンキー族 Presbytini
  - テングザル属 Nasalis
    - Nasalis larvatus テングザル Proboscis monkey

  - リーフモンキー属 Presbytis
    - Presbytis bicolor クロシロリーフモンキー Bicolored banded reaf monkey
    - Presbytis canicrus シロヒゲリーフモンキー Miller's grizzled reaf monkey
    - Presbytis chrysomelas サラワクリーフモンキー Sarawak reaf monkey
    - Presbytis comata ジャワリーフモンキー Javan leaf monkey
    - Presbytis femoralis ラッフルズリーフモンキー Raffle's banded leaf monkey
    - Presbytis fredericae クロジャワリーフモンキー Javan fuscous leaf monkey
    - Presbytis frontata シロビタイリーフモンキー White-fronted leaf monkey
    - Presbytis hosei ホーズリーフモンキー Hose's leaf monkey
    - Presbytis melalophos クロカンムリリーフモンキー Sumatran surili
    - Presbytis mitrata ミトラリーフモンキー Southern mitered leaf monkey
    - Presbytis natunae ナトゥナリーフモンキー Natuna leaf monkey
    - Presbytis percura ヒガシスマトラリーフモンキー East Sumatran banded leaf monkey
    - Presbytis potenziani メンタワイリーフモンキー Mentawai leaf monkey
    - Presbytis robinsoni ロビンソンリーフモンキー Robinson's banded leaf monkey
    - Presbytis rubicunda クリイロリーフモンキー Maroon leaf monkey
    - Presbytis sabana サバリーフモンキー Sabah grizzled leaf monkey
    - Presbytis siamensis シロアシリーフモンキー White-thighed surili
    - Presbytis siberu シベルトリーフモンキー Siberut leaf monkey
    - Presbytis sumatranus クロスマトラリーフモンキー Black Sumatran leaf monkey
    - Presbytis thomasi トーマスリーフモンキー Thomas's leaf monkey

  - ドゥクラングール属 Pygathrix
    - Pygathrix cinerea ハイアシドゥクラングール Gray-shanked douc langur
    - Pygathrix nemaeus アカアシドゥクラングール Red-shanked douc langur
    - Pygathrix nigripes クロアシドゥクラングール Black-shanked douc langur

  - シシバナザル属 Rhinopithecus
    - Rhinopithecus avunculus トンキンシシバナザル Tonkin snub-nosed monkey
    - Rhinopithecus bieti ウンナンシシバナザル Yunnan snub-nosed monkey
    - Rhinopithecus brelichi ハイイロシシバナザル Gray snub-nosed monkey
    - Rhinopithecus roxellana キンシコウ Golden snub-nosed monkey
    - Rhinopithecus strykeri ミャンマーシシバナザル Myanmar snub-nosed monkey

  - ハヌマンラングール属 Semnopithecus
    - Semnopithecus ajax カシミールラングール Kashmir gray langur
    - Semnopithecus entellus ハヌマンラングール Hanuman langur
    - Semnopithecus hector ハイイロラングール Tarai gray langur
    - Semnopithecus hypoleucos クロアシラングール Black-footed gray langur
    - Semnopithecus johnii ニルギリラングール Nilgiri langur
    - Semnopithecus priam カンムリラングール Tufted gray langur
    - Semnopithecus schistaceus ネパールラングール Nepal gray langur
    - Semnopithecus vetulus カオムラサキラングール Purple-faced langur

  - ブタオラングール属 Simias
    - Simias concolor メンタワイブタオラングール Mentawai pig-tailed langur
- ラングール属 Trachypithecus
  -     - Trachypithecus auratus ジャワルトン Javan lutung
    - Trachypithecus barbei テナセリムルトン Tenasserim lutung
    - Trachypithecus crepusculus インドシナルトン Indochinese gray langur
    - Trachypithecus cristatus シルバールトン Silvery lutung
    - Trachypithecus delacouri デラクールラングール Delacour's langur
    - Trachypithecus francoisi フランソワルトン François' langur
    - Trachypithecus geei ゴールデンラングール Golden langur
    - Trachypithecus germaini ジェルマンルトン Germain's lutung
    - Trachypithecus hatinhensis ハティンラングール Hatinh langur
    - Trachypithecus laotum ラオスラングール Laotian langur
    - Trachypithecus leucocephalus シロアタマラングール White-headed black langur
    - Trachypithecus margarita エリオットルトン Elliot's silver langur
    - Trachypithecus mauritius ニシジャワルトン West Javan ebony langur
    - Trachypithecus obscurus ダスキールトン Dusky lutung
    - Trachypithecus phayrei ファイヤールトン Phayre's lutung
    - Trachypithecus popa ポパルトン Popa langur
    - Trachypithecus pileatus ボウシラングール Capped langur
    - Trachypithecus poliocephalus カットバラングール Cat Ba langur
    - Trachypithecus selangorensis セランゴールルトン Selangor silvery langur
    - Trachypithecus shortridgei ショートリッジラングール Shortridge's langur

## 生態
主に森林に生息するが、乾燥した疎林や農耕地・市街地に生息する種もいる。
後述するように主な食物である植物の葉の分布が均一であるためか、あまり遊動することがない。行動圏が平均で約30ヘクタール。一方でニルギリラングールは6 - 260ヘクタール、ハヌマンラングール類では5 - 1,300ヘクタールと変動が大きい。シシバナザル属では行動圏や1日の移動距離が大きいという報告例があるが、標高の高い地域に分布するうえに冬季がある環境に生息するためだと考えられている。ハヌマンラングール属・ラングール属・リーフモンキー属の構成種では、果実や花が多い時期に行動圏が拡大するという報告例もある。
攻撃行動や性行動・社会的行動はあまり複雑化しておらず、これは1日の大半を個々に採食に費やしているため社会的行動が発達する機会や、樹上棲の種が多いため捕食者による危険（協力して食物を探したり、捕食者を警戒する機会）が少ないことなどが原因であると示唆されている。活動時間において休息の割合（一例としてテングザルでは昼間の76 %）が大きく、これは葉の消化には時間がかかるためだと考えられている。
ほとんどの種が植物の葉を食べ、一部の種では葉以外の食物に関する報告例のないものもいる。一方で多くの種は、植物の茎・蕾・花・果実・種子も食べる。キノコ、地衣類、朽木、虫こぶ、昆虫などを食べる種もいる。一例としてジャワルトンでは採食時間のうち27 - 37 %、カオムラサキラングールでは50 %以上を果実の採食時間が占めるという報告例もある。それぞれの個体が落ち着いた場所をみつけると座り込んで、長時間にわたり採食を行うことが多い。
1回に1頭（まれに2頭）の幼獣を産む。

## 人間との関係
ハヌマンラングール類はハヌマーンと結び付けられ、神聖な動物として崇拝の対象とされることもある。
食用とされたり、毛皮が利用される。腸内の凝固物（結石）などが、薬用になると信じられていることもある。
森林伐採や農地開発などによる生息地の破壊、食用や薬用の狩猟などにより生息数が減少している種もいる。